# Heiki Nabi

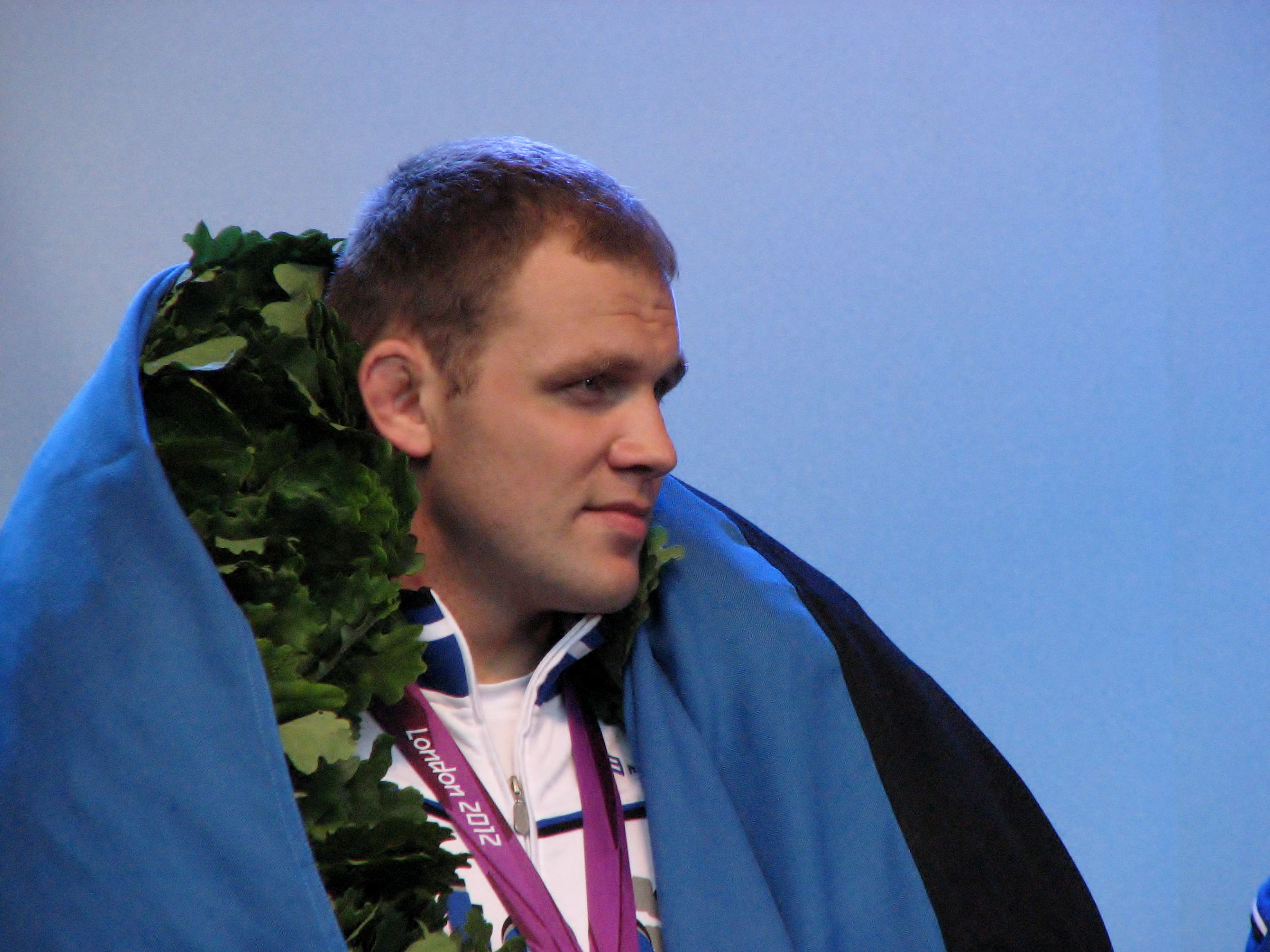
Heiki Nabi während der Londoner Olympischen Sommerspielen 2012

Heiki Nabi (* 6. Juni 1985 in Kärdla auf Hiiumaa) ist ein estnischer Ringkämpfer.

## Leben und Sport
Heiki Nabi wuchs im Dorf Hilleste (heute Landgemeinde Hiiumaa) auf der zweitgrößten estnischen Insel Hiiumaa auf.
Bei den Weltmeisterschaften 2006, ausgetragen vom 26. September bis 10. Oktober in Guangzhou, China, gewann er überraschend die Goldmedaille im griechisch-römischen Stil in der Gewichtsklasse bis 96 kg. Am 28. Oktober brachte die Estnische Post eine Sonderpostkarte heraus, die Heiki Nabi bei der Siegerehrung zeigt. 2012 stieß Nabi bei den Olympischen Sommerspielen 2012 bis ins Finale vor, wo er dem Kubaner Mijaín López unterlag.
Heiki Nabi ist 192,5 Zentimeter groß, sein Gewicht beträgt 102 bis 103 Kilogramm, er startet in der Klasse bis 96 Kilogramm. Er trainiert im Klub Märjamaa Juhan; sein Trainer ist Henn Põlluste.